# 黄金ディッシュ
『黄金ディッシュ』（おうごんディッシュ）とは、福岡県のRKB毎日放送で2006年4月1日から2007年3月31日まで放送された、グルメをテーマにした紀行番組。毎週土曜日の午前9:25 - 9:55に放送された。

## 概要
- 福岡県に本社を置くパンメーカーのフランソアの1社提供であり、同年3月25日まで放送されていた同社提供番組『はぁと日和』の後番組（放送時間は前番組の17:30 - 18:00より移動）。
- 正式タイトルは「フランソアスペシャル 黄金ディッシュ〜地産地消のすすめ〜」。前番組同様、JNN九州ブロック6局ネットで放送された。
- 全国区で活躍する有名人が旅人となって九州各県を旅し、その土地土地で収穫、漁獲される元気の出る食材を探索し、味わうという番組であった。
- 1つの旅を2週に分けて、前後編という形で放送。探索する食材はそれぞれ別となっていた。

## これまでに登場した旅人（放送順）
括弧内は旅した県
- 長谷川初範（福岡）
- パンツェッタ・ジローラモ（佐賀〔4月放送〕、大分〔7月放送〕）
- 奥山佳恵（熊本）
- 水野裕子（大分〔5月放送〕、佐賀〔11月放送〕）
- 倉田真由美（鹿児島）
- 江守徹（宮崎）
- 野村将希（長崎）
- 西村知美（熊本）
- 吉村作治（福岡）
  - 吉村は同局の番組『今日感テレビ』の準レギュラーである。

- 小倉優子（福岡、大分）
  - 小倉は同局の番組『九州青春銀行』のメインMCである。

- 井筒和幸（山口・下関、福岡）
- 峰岸徹（長崎）
- 小野真弓（佐賀）
- 奈美悦子（鹿児島）
- 斎藤洋介（福岡）
- 藤崎奈々子（熊本）

## ネット局と放送時間
『はぁと日和』は金・土・日曜に放送曜日が分散していたが、この番組は大分放送を除き土曜日に集約された。
毎週土曜日に放送
- RKB毎日放送（福岡・佐賀）9:25 - 9:55
- 熊本放送（熊本）16:24 - 16:54
- 長崎放送（長崎）16:00 - 16:30
- 宮崎放送（宮崎）11:00 - 11:30
- 南日本放送（鹿児島）17:00 - 17:30

毎週金曜日に放送（RKBから6日遅れ）
- 大分放送（大分）10:20 - 10:50